# Marschkamp
Marschkamp (niederdeutsch Maschkamp) ist ein Ortsteil der Ortschaft Elmlohe, die wiederum zur Stadt Geestland im niedersächsischen Landkreis Cuxhaven gehört.

## Geografie

### Lage
Marschkamp, mit seinem Anschluss an die Ortschaft Elmlohe, liegt im Elbe-Weser-Dreieck zwischen den Städten Bremerhaven, Cuxhaven und Bremervörde. Am Südrand des Ortsgebietes verläuft die Geeste.

### Nachbarorte
|                                      | Elmlohe                                     |           |
|                                      | Kompassrose, die auf Nachbargemeinden zeigt | Kührstedt |
| Bramel (Einheitsgemeinde Schiffdorf) |                                             |           |

(Quelle:)

## Geschichte

### Eingemeindungen
Durch eine Gebietsreform am 1. Juli 1968 wurde die zuvor selbständige Gemeinde Marschkamp in die Nachbargemeinde Elmlohe eingegliedert.
Am 1. Januar 2015 erlosch auch die Eigenständigkeit von Elmlohe und es entstand aus einer Fusion von der Stadt Langen und der Samtgemeinde Bederkesa, die Stadt und selbständige Gemeinde Geestland. Sie ist nach der Stadt Cuxhaven die Gemeinde mit der zweithöchsten Einwohnerzahl im Landkreis Cuxhaven. Auf der Liste der flächengrößten Gemeinden Deutschlands steht Geestland mit 356,58 km² auf dem zehnten Platz.

### Einwohnerentwicklung
| Jahr      | 1910  | 1925  | 1933  | 1939  | 1950  | 1956  |
| --------- | ----- | ----- | ----- | ----- | ----- | ----- |
| Einwohner | 222   | 213   | 221   | 233   | 393   | 266   |
| Quelle    | [ 5 ] | [ 6 ] | [ 6 ] | [ 6 ] | [ 1 ] | [ 1 ] |

|  |

## Politik

### Ortsrat und Ortsbürgermeister
Auf kommunaler Ebene wird Marschkamp vom Ortsrat aus Elmlohe vertreten.

### Wappen
Der Entwurf des Kommunalwappens von Marschkamp stammt von dem Heraldiker und Wappenmaler Albert de Badrihaye, der zahlreiche Wappen im Landkreis Cuxhaven erschaffen hat.
| Wappen von Marschkamp | Blasonierung: „In Blau zwei goldene Kornähren zwischen zwei zum Halbkranz gelegten silbernen Eichenzweigen über einem silbernen Balken in Wellenschnitt.“                                                                 |
| Wappen von Marschkamp | Wappenbegründung: Die beiden Kornähren erinnern daran, dass es im 16. Jahrhundert in Marschkamp nur zwei Höfe gab. Die Eichenzweige sind Sinnbilder des Waldes, und der Balken in Wellenschnitt weist auf die Geeste hin. |